# 2094 Magnitka
Magnitka (asteróide 2094) é um asteróide da cintura principal com um diâmetro de 12,69 quilómetros, a 2,0157021 UA. Possui uma excentricidade de 0,0971504 e um período orbital de 1 218,46 dias (3,34 anos).
Magnitka tem uma velocidade orbital média de 19,93367141 km/s e uma inclinação de 5,02665º.